# Ivory Aquino

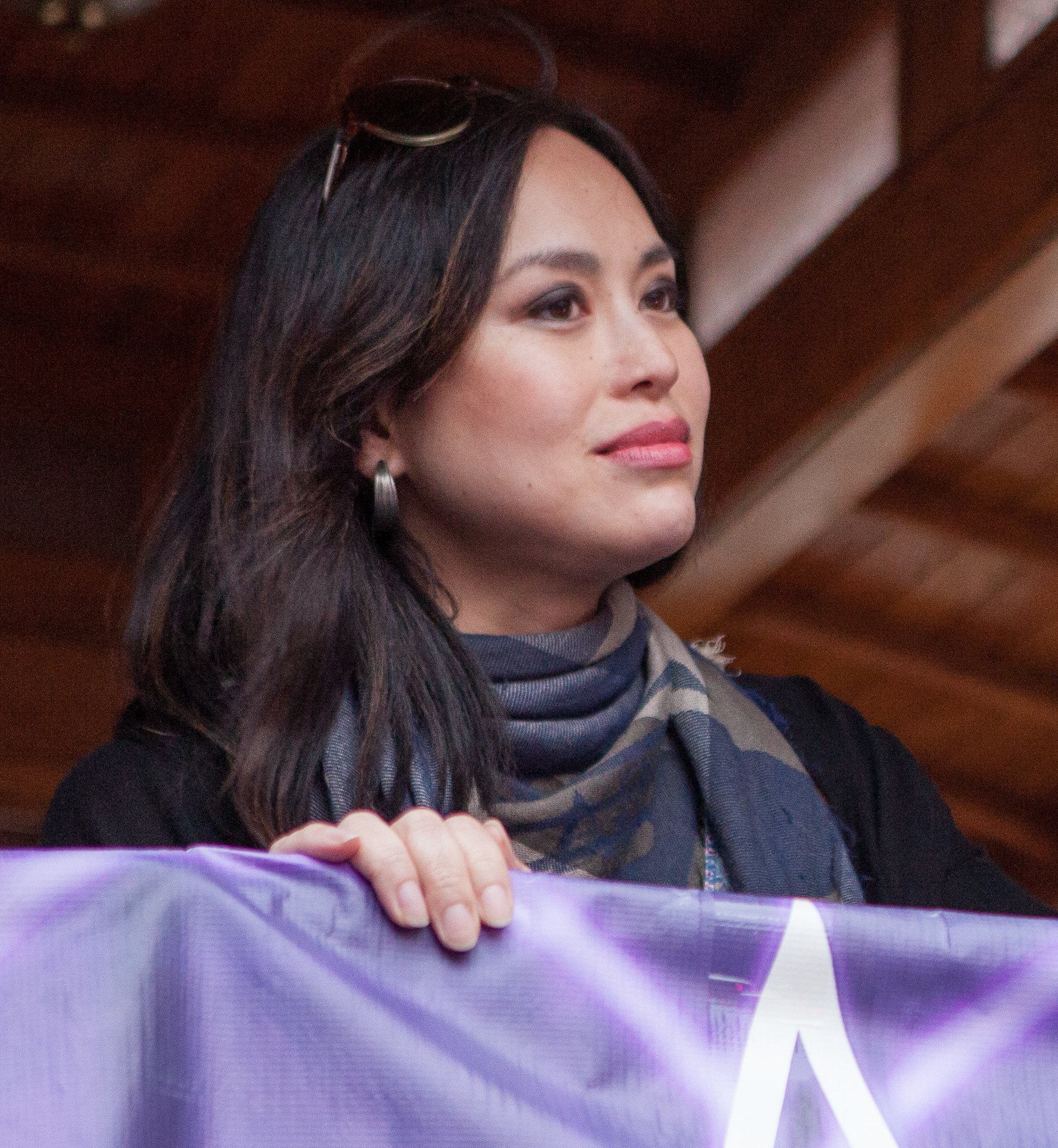
Ivory Aquino (2017)

Ivory Aquino é uma atriz filipino-americana. É conhecida por interpretar a ativista transgênero Cecilia Chung na minissérie When We Rise de 2017.

## Juventude e educação
Aquino nasceu nas Filipinas. Sabia desde muito cedo que era transgênero, afirmando em uma entrevista de 2017, "Desde que nasci, sempre fui uma garota; apenas designaram de forma diferente ao nascimento." Nos meados da adolescência, começou a fazer terapia hormonal. Era vítima frequente de bullying na escola, mas os seus pais apoiavam a sua transição.
Adolescente, Aquino se mudou para os Estados Unidos para estudar na Berklee College of Music, onde se graduou summa cum laude ("com a maior das honras"). Ela se matriculou para estudar canto, acreditando que não haveria espaço para uma filipina transgênero no teatro. Porém, após passar pela cirurgia de redesignação sexual, Aquino decidiu ir atrás do seu sonho de infância: ser atriz.

## Carreira

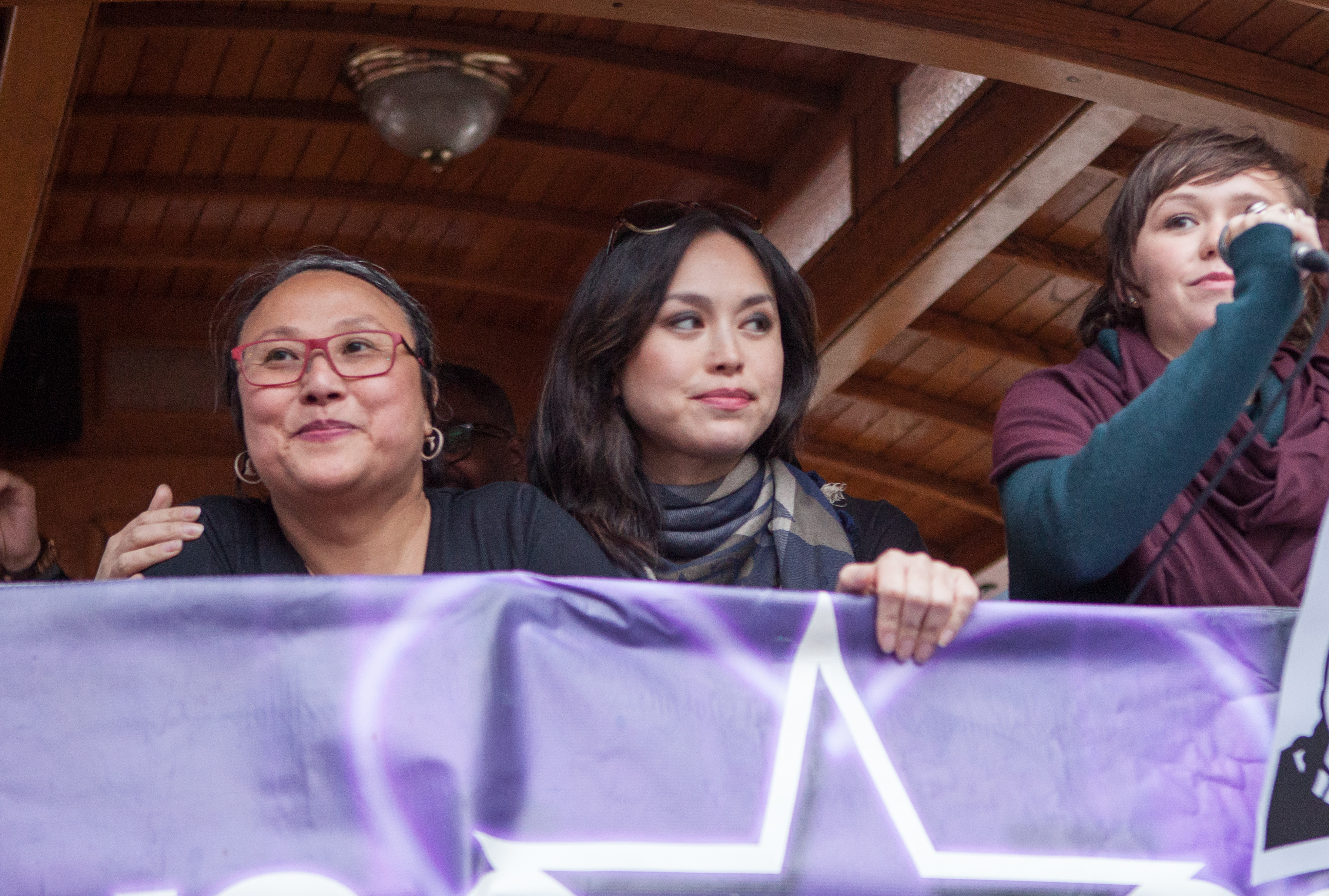
Aquino junto a Cecilia Chung e a colega atriz de When We Rise, Emily Skeggs, na Marcha Trans de São Francisco de 2017.

Em 2015, Aquino interpretou Julieta em uma apresentação de Romeu e Julieta em Nova Iorque com o programa Bryant Park Presents da The Drilling Company. Outros papéis que a atriz interpretou incluem Desdemona em Otelo, Marco Antônio em Júlio César, e Isabella em Medida por Medida, todas produções de Shakespeare da The Drilling Company, no Parking Lot (estacionamento) na parte baixa do leste de Nova Iorque.
Aquino foi escalada para o papel da ativista transgênero Cecilia Chung para a minissérie docudrama When We Rise, de 2017. Até o momento da audição, ela havia quase sempre interpretado papéis cisgênero, e não falava abertamento sobre ser trans, pois "Nunca houve motivos para falar sobre isso." Aquino certificou-se de contar que era transgênero à Dustin Black, roteirista da série, o que a ajudou a assegurar o papel, já que Black procurava especificamente por atrizes trans. Ela saiu do armário como trans durante a coletiva de imprensa da série em janeiro de 2017.
Aquino encontrou-se com Chung pessoalmente para se preparar para o seu papel em When We Rise. As duas se tornaram amigas; Aquino considera Chung uma mentora e uma figura de "irmã mais velha" em sua vida.
Aquino interpreta o papel pequeno, porém importante, da personagem Cassie no episódio "Silkworm" de FBI: Most Wanted, de 2020.
Em janeiro de 2022, Aquino foi escalada para o papel de Alysia Yeoh no filme de super-herói Batgirl, ainda a ser lançado, situado no Universo Estendido DC.

## Ativismo
Aquino manifesta-se a favor das crianças trangênero e dos direitos trans, criticando a derrubada da proteção federal dos estudantes transgênero pelo Governo de Donald Trump.

## Vida Pessoal
Aquino mora na cidade de Nova Iorque, onde gostar de passar o tempo com o seu Shih Tzu, Chewybear. Ela é sobrinha do ex-presidente das Filipinas, Corazón Aquino.

## Ligações Externas
- Ivory Aquino. no IMDb.
- Ivory Aquino no X